# Баффало (округ, Висконсин)
Округ Баффало (англ. Buffalo County) располагается в штате Висконсин, США. Официально образован в 1853 году. По состоянию на 2010 год, численность населения составляла 13 587 человека.

## География
По данным Бюро переписи США, общая площадь округа равняется 1838,902 км2, из которых 1740,482 км2 суша и 38,000 км2 или 5,300 % это водоемы.

## Население
По данным переписи населения 2000 года в округе проживает 13 804 жителей в составе 5 511 домашних хозяйств и 3 780 семей. Плотность населения составляет 8,00 человек на км2. На территории округа насчитывается 6 098 жилых строений, при плотности застройки около 3,00-х строений на км2. Расовый состав населения: белые — 98,69 %, афроамериканцы — 0,12 %, коренные американцы (индейцы) — 0,30 %, азиаты — 0,33 %, гавайцы — 0,02 %, представители других рас — 0,08 %, представители двух или более рас — 0,46 %. Испаноязычные составляли 0,62 % населения независимо от расы.
В составе 30,80 % из общего числа домашних хозяйств проживают дети в возрасте до 18 лет, 58,90 % домашних хозяйств представляют собой супружеские пары проживающие вместе, 6,20 % домашних хозяйств представляют собой одиноких женщин без супруга, 31,40 % домашних хозяйств не имеют отношения к семьям, 27,10 % домашних хозяйств состоят из одного человека, 12,60 % домашних хозяйств состоят из престарелых (65 лет и старше), проживающих в одиночестве. Средний размер домашнего хозяйства составляет 2,47 человека, и средний размер семьи 3,01 человека.
Возрастной состав округа: 25,10 % моложе 18 лет, 6,90 % от 18 до 24, 27,60 % от 25 до 44, 23,70 % от 45 до 64 и 23,70 % от 65 и старше. Средний возраст жителя округа 39 лет. На каждые 100 женщин приходится 100,70 мужчин. На каждые 100 женщин старше 18 лет приходится 101,40 мужчин.